# Batalla de Czarnowo
La batalla de Czarnowo, celebrada la noche del 23 al 24 de diciembre de 1806, fue una batalla en la que las tropas del Primer Imperio Francés, bajo la mirada del emperador Napoleón I, lanzaron un asalto nocturno cruzando el río Wkra contra las fuerzas defensoras del Imperio ruso del teniente general Alexander Ivanovich Ostermann-Tolstoi. Los atacantes, parte del III Cuerpo del mariscal Louis-Nicolas Davout, lograron cruzar el Wkra por su desembocadura y presionaron hacia el este hasta la aldea de Czarnowo. Tras una lucha que duró toda la noche, el comandante ruso retiró sus tropas hacia el este, poniendo fin a esta acción de la Guerra de la Cuarta Coalición. Czarnowo se encuentra en la orilla norte del río Narew, a 33 km al nornoroeste de Varsovia, Polonia.
Durante la misma semana se produjeron varias acciones más. El 23, el mariscal Jean-Baptiste Bessières derrotó una sonda de las tropas prusianas en Bieżuń. El 24 de diciembre se produjo una acción en Kołoząb y Sochocin, donde el VII Cuerpo del mariscal Pierre Augereau intentó cruzar el Wkra. Los franceses lograron afianzarse en la orilla oriental, obligando a los defensores rusos del general de división Michael Andreas Barclay de Tolly a retirarse. El día de Navidad, parte del VI Cuerpo del mariscal Michel Ney expulsó a los prusianos de Soldau (Działdowo), obligándoles a retirarse hacia el norte, en dirección a Königsberg. Los rusos, sin embargo, estaban llenos de lucha y el 26 de diciembre se produjeron dos agudas batallas.

## Antecedentes
En la batalla de Jena-Auerstedt, el 14 de octubre de 1806, Napoleón asestó una terrible paliza a los principales ejércitos prusianos. En un solo día, los franceses capturaron 25 000 soldados prusianos, 200 cañones y 60 colores, En operaciones posteriores, los franceses infligieron derrotas paralizantes a sus adversarios en Erfurt, Halle, Prenzlau, Pasewalk Stettin, Lübeck, Magdeburgo, y Hamelin.
A principios de noviembre, Davout envió a los 2500 dragones del general de división Marc Antoine de Beaumont a explorar el este del río Oder. Napoleón ordenó a su hermano, el general de división Jerónimo Bonaparte, que protegiera su flanco sur operando contra Glogau (Głogów) en la Silesia prusiana. Deseoso de negar Varsovia al ejército ruso que se aproximaba, Napoleón decidió asegurar una posición en la orilla oriental del río Vístula antes de que el tiempo invernal obligara a detener la campaña.
En diciembre, los prusianos sólo pudieron desplegar 6000 hombres, más las guarniciones de Danzig (Gdańsk) y Graudenz (Grudziądz). El mariscal de campo Mijaíl Kamensky dirigía el ejército ruso en Polonia, que contaba con unos 90 000 hombres en dos alas dirigidas por los generales Levin August, el conde von Bennigsen y Friedrich Wilhelm von Buxhoeveden (Buxhöwden). A estas alturas, Kamensky mostraba claros signos de su incapacidad mental y física para el mando.

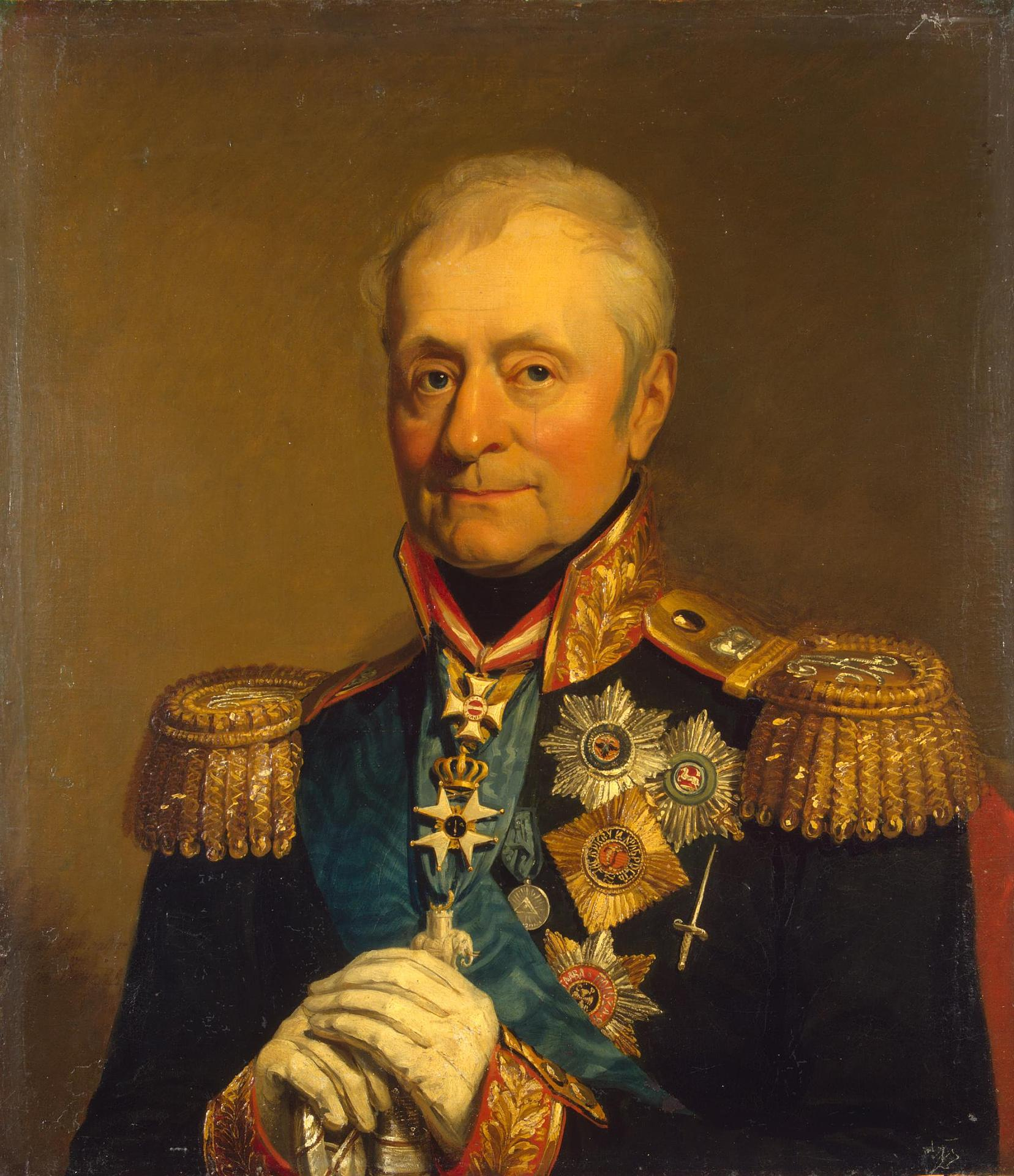
Levin August Bennigsen

Buxhöwden, que tenía más rango que Bennigsen, dirigía la 5.ª División al mando del teniente general Nikolay Tuchkov; la 7.ª División, al mando del teniente general Dmitry Dokhturov; la 8.ª División del teniente general Peter Kirillovich Essen; y la 14.ª División al mando del teniente general Heinrich Reinhold von Anrep. Las divisiones de Buxhöwden eran veteranas de la batalla de Austerlitz del 2 de diciembre de 1805 y estaban infradotadas. En total, por tanto, su ala contaba con 29 000 soldados de infantería, 7000 de caballería, 1200 artilleros y 216 piezas de artillería.
Bennigsen mandaba la 2ª División de Ostermann-Tolstoi, la 3ª División dirigida por el teniente general Fabian Gottlieb von Osten-Sacken, la 4.ª División bajo el mando del teniente general Dmitry Golitsyn, y la 6.ª División mandada por el teniente general Alexander Karlovich Sedmoratski. La fuerza nominal de Bennigsen era de 49 000 soldados de infantería, 11 000 de caballería regular, 4000 cosacos, 2700 artilleros, 900 pioneros y 276 cañones. De ellos, entre 55 000 y 60 000 estaban disponibles para operaciones móviles.
Los rusos desplegaron un ejército de 18 divisiones en 1806. Cada división constaba de seis regimientos de infantería de tres batallones, diez escuadrones de caballería pesada, diez escuadrones de caballería ligera, dos baterías de artillería pesada a pie, tres baterías de artillería ligera a pie y una batería de artillería a caballo. Con baterías de a pie de 14 cañones y baterías de a caballo de 12 cañones, cada división rusa controlaba teóricamente 82 piezas de campaña. Las baterías pesadas se componían generalmente de ocho cañones de 12 libras, cuatro obuses pesados y dos obuses ligeros. Las baterías ligeras estaban formadas de forma similar, pero con cañones de 6 libras en lugar de 12 libras. Las baterías de caballos estaban formadas exclusivamente por cañones de 6 libras. Cinco divisiones al mando del general Johann Michelson se enfrentaron a los turcos otomanos en Moldavia. La 1ª División de la Guardia Imperial del Gran Duque Constantino Pavlovich de Rusia estaba estacionada en San Petersburgo, mientras que otras cuatro divisiones formaban un ejército de reserva en el interior.

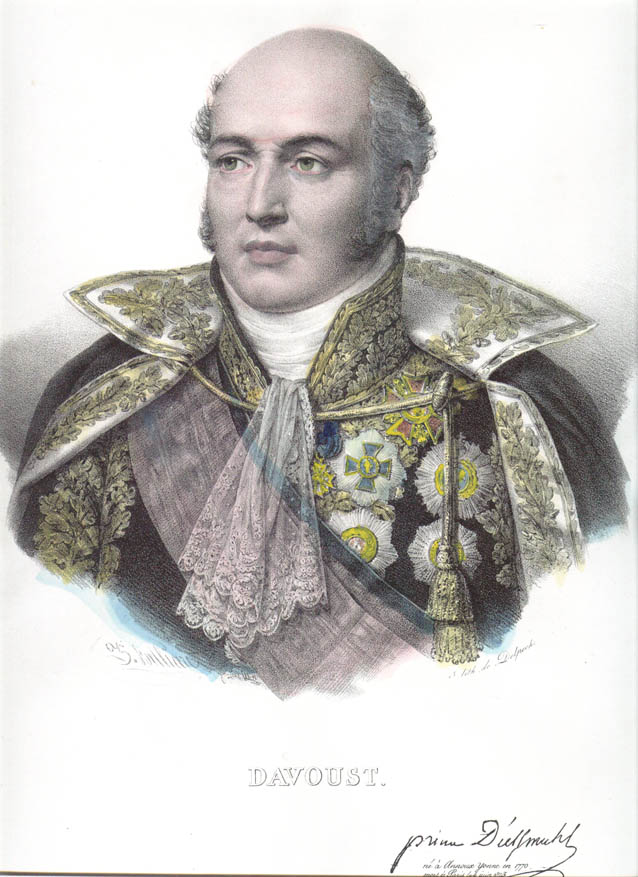
Louis-Nicolas Davout

Napoleón avanzó con Davout, Augereau, el V Cuerpo del mariscal Jean Lannes y la reserva de caballería del mariscal Joachim Murat. Ante el avance francés, Bennigsen retiró sus tropas del Vístula. Murat ocupó Varsovia el 28 de noviembre y Napoleón comenzó a convertir la ciudad en un centro de operaciones. El ala de Buxhöwden estaba todavía varias marchas por detrás y Bennigsen deseaba unirse a su colega antes de enfrentarse a toda la fuerza del ejército francés. Cuando los franceses cruzaron el Vístula a principios de diciembre, Bennigsen cambió de opinión e intentó retomar su antigua posición en la orilla este. Para entonces, la segunda oleada de cuerpos de Napoleón estaba llegando y, tras unos cuantos enfrentamientos, Bennigsen decidió retirarse tras el Wkra.
Tras alcanzar su punto álgido durante la campaña relámpago al oeste del Oder, la moral de las tropas francesas tocó fondo en Polonia. El mal tiempo y la proximidad del invierno hicieron que las tropas de Napoleón se mostraran muy reacias a continuar la campaña. Las carreteras polacas pasaron del barro profundo a las roderas heladas a medida que el tiempo se volvía más frío. El emperador se vio obligado a dispensar una prima en la paga y camisas y zapatos extra para sus soldados. Aun así, la disciplina militar francesa empeoró. En esta época, Napoleón utilizó por primera vez el término, les grognards (los gruñones), para describir a sus tropas.

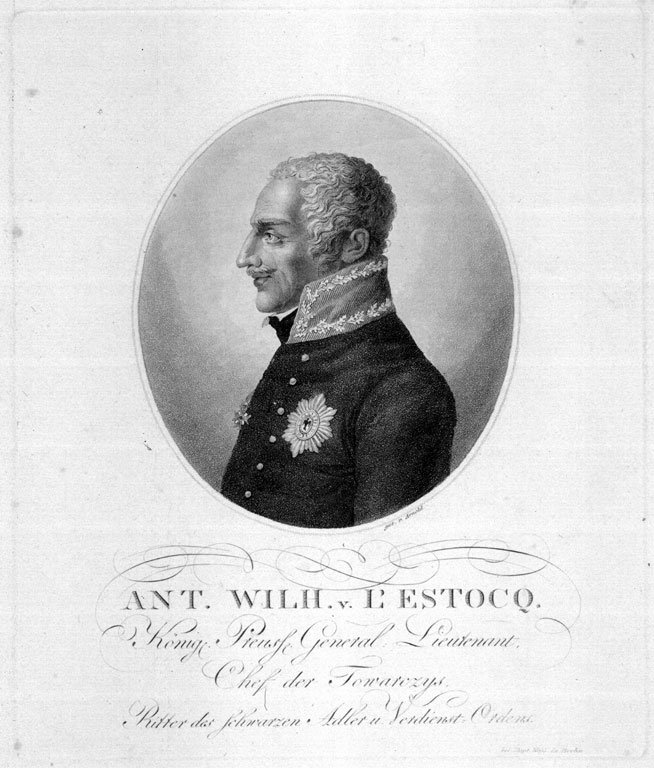
Anton von L'Estocq

Napoleón decidió montar una ofensiva. Dirigidos por la caballería de Murat, Davout, Augereau y Lannes avanzarían hacia el norte desde Varsovia. Desde Thorn (Toruń), Ney, el I Cuerpo del Mariscal Jean-Baptiste Bernadotte y Bessières empujarían hacia el este para girar el flanco derecho ruso y separar a los prusianos del General-Leutnant Anton Wilhelm von L'Estocq de sus aliados. El Mariscal Nicolas Soult y el IV Cuerpo proporcionarían la conexión entre las dos fuerzas.
Existían dos grandes formaciones de caballería. El I Cuerpo de Caballería de Murat incluía la 3.ª División de Dragones de Beaumont, la 1.ª División de Coraceros del General de División Étienne Marie Antoine Champion de Nansouty, la 1.ª División de Dragones del General de División Louis Klein, la 5.ª División de Dragones del General de División Nicolas Léonard Beker, y la brigada de caballería ligera del General de Brigada Édouard Jean Baptiste Milhaud. Petre señala que la 5ª División de Dragones estaba con Savary en el momento de Eylau. Sería la unidad de Beker. El efímero II Cuerpo de Caballería de Bessières estaba compuesto por la 2ª División de Dragones bajo el mando del General de División Emmanuel Grouchy, la 4.ª División de Dragones dirigida por el General de División Louis Michel Antoine Sahuc, la 2.ª División de Coraceros comandada por el General de División Jean-Joseph Ange d'Hautpoul, y la división de caballería ligera del General de División Jacques Louis François Delaistre de Tilly. El II Cuerpo de Caballería se creó el 16 de diciembre y se disolvió el 12 de enero de 1807. Chandler enumera los números de las divisiones de caballería francesas.

## Batalla

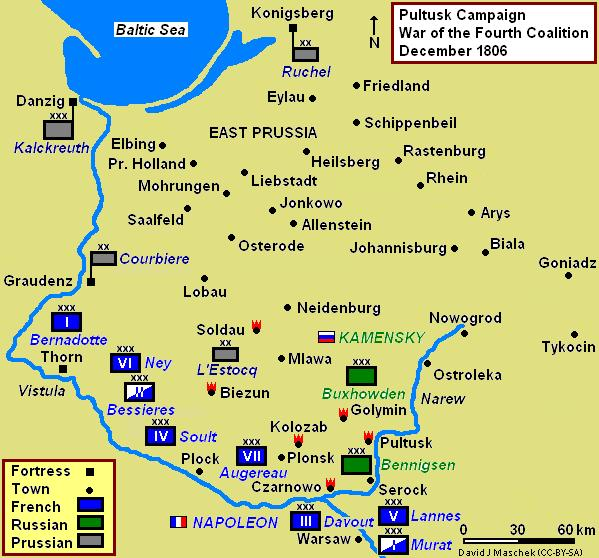
El mapa de la campaña de Pultusk muestra las posiciones de las fuerzas enfrentadas a finales de diciembre de 1806 mientras los franceses avanzaban. Se produjeron acciones en Bieżuń y Czarnowo el día 23, Kołoząb el 24, Soldau el 25, y Pułtusk y Gołymin el 26.

En la mañana del 23 de diciembre, Napoleón observó personalmente la posición rusa cerca del punto donde el Wkra desembocaba en el Bug-Narew. Cerca de su desembocadura, el Wkra se dividía en dos brazos, formando una isla baja y pantanosa. Las tropas de Davout habían ocupado la isla desde la noche del 20 de diciembre. Davout contaba con tres divisiones de infantería al mando de los generales de división Charles Antoine Morand, Louis Friant y Charles-Étienne Gudin de La Sablonnière. Napoleón decidió un ataque nocturno y redactó órdenes muy detalladas. Debido a la gran calidad de los generales y oficiales de Davout, las órdenes del emperador se cumplieron cuidadosamente.
Frente a los franceses, Ostermann-Tolstoy mantenía la orilla oriental del Wkra con nueve batallones, dos escuadrones, un regimiento de cosacos, 14 cañones y seis cañones ligeros. La 2.ª División rusa incluía tres brigadas de infantería. El general de división Nikolai Mazovsky dirigía los regimientos de granaderos Pavlovski y de mosqueteros Rostov, el general de división Alexander Yakovlevich Sukin comandaba los regimientos de granaderos Petersburg y de mosqueteros Jeletzsky, y el general de división Ivan Andreievich Lieven dirigía los regimientos Jager 1º y 20º. La dotación de 48 cañones estaba compuesta por dos baterías de a pie de 12 libras y dos baterías de a caballo de 6 libras. Smith da la dotación completa de 18 batallones, pero no menciona ninguna unidad de caballería. El general de división Peter Petrovich Pahlen dirigía la brigada de caballería, que incluía los regimientos de coraceros de la Pequeña Rusia, de dragones de Courlandia y de húsares de Soum, además de los cosacos de Malakov y Sissoiev. Esta fuente proporciona la organización de la caballería y los nombres completos de los comandantes de las brigadas de infantería.

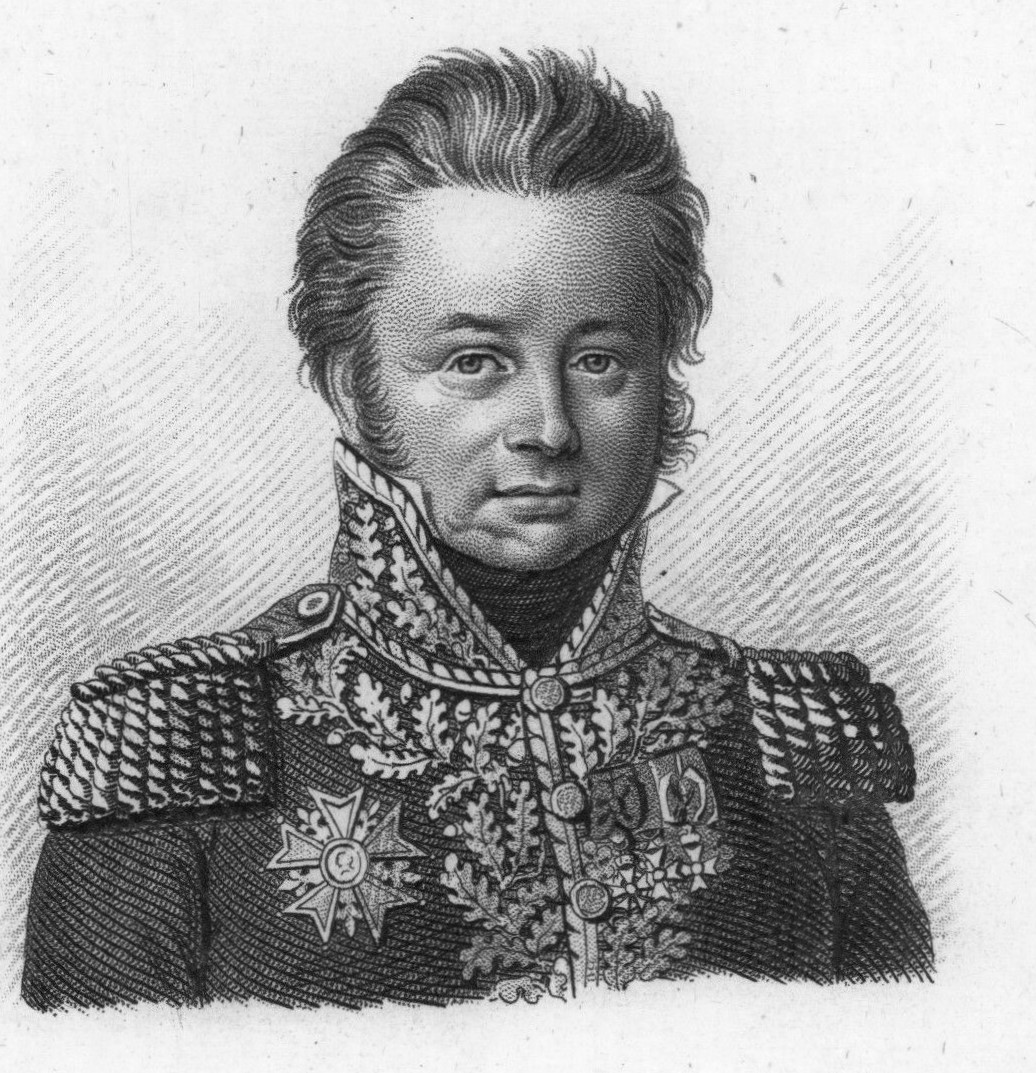
Charles Antoine Morand

La división de Morand se reunió en la isla, las tropas de Friant estaban un poco más al norte, en el pueblo de Pomiechowo, y los soldados de Gudin mantenían una cabeza de puente al oeste, cerca de Modlin. A las 19:00 Morand desplegó sus tropas en tres columnas, cada una encabezada por un batallón. Apoyadas por la artillería que disparaba perdigones, las compañías de voltigeurs (ligeros) franceses cruzaron el Wkra en barca. Los voltigeurs tomaron posiciones de cobertura en la orilla este mientras los ingenieros construían rápidamente tres puentes. Una vez terminados los puentes, las tropas de Morand cruzaron en tropel. El 17º Regimiento de Infantería Ligera y tres escuadrones de caballería fueron las primeras unidades en cruzar. El general de brigada Claude Petit dirigió un destacamento de la división de Gudin a través del puente más cercano al Bug-Narew y subió por la orilla oriental del Wkra. El ataque de Morand fue un éxito y los rusos fueron rápidamente expulsados de sus posiciones en la orilla oriental.
La 17.ª Ligera se lanzó al ataque y expulsó a los rusos de Czarnowo. Sin embargo, sus oponentes no tardaron en recuperarse y reconquistaron el pueblo a los franceses. Hubo una pausa en la acción mientras Morand traía refuerzos. Envió al 30.º Regimiento de Infantería de Línea, un batallón a lo largo de las orillas del Bug-Narew para atacar por la derecha, un segundo batallón en un ataque frontal, mientras que el tercer batallón se movía a través de un bosque de pinos por la izquierda. Las tropas de Ostermann-Tolstoi también repelieron este asalto. Temeroso de perder su artillería pesada, el comandante ruso envió la suya a retaguardia. Los franceses continuaron su ataque y finalmente tomaron Czarnowo, desplegándose después al este del pueblo.

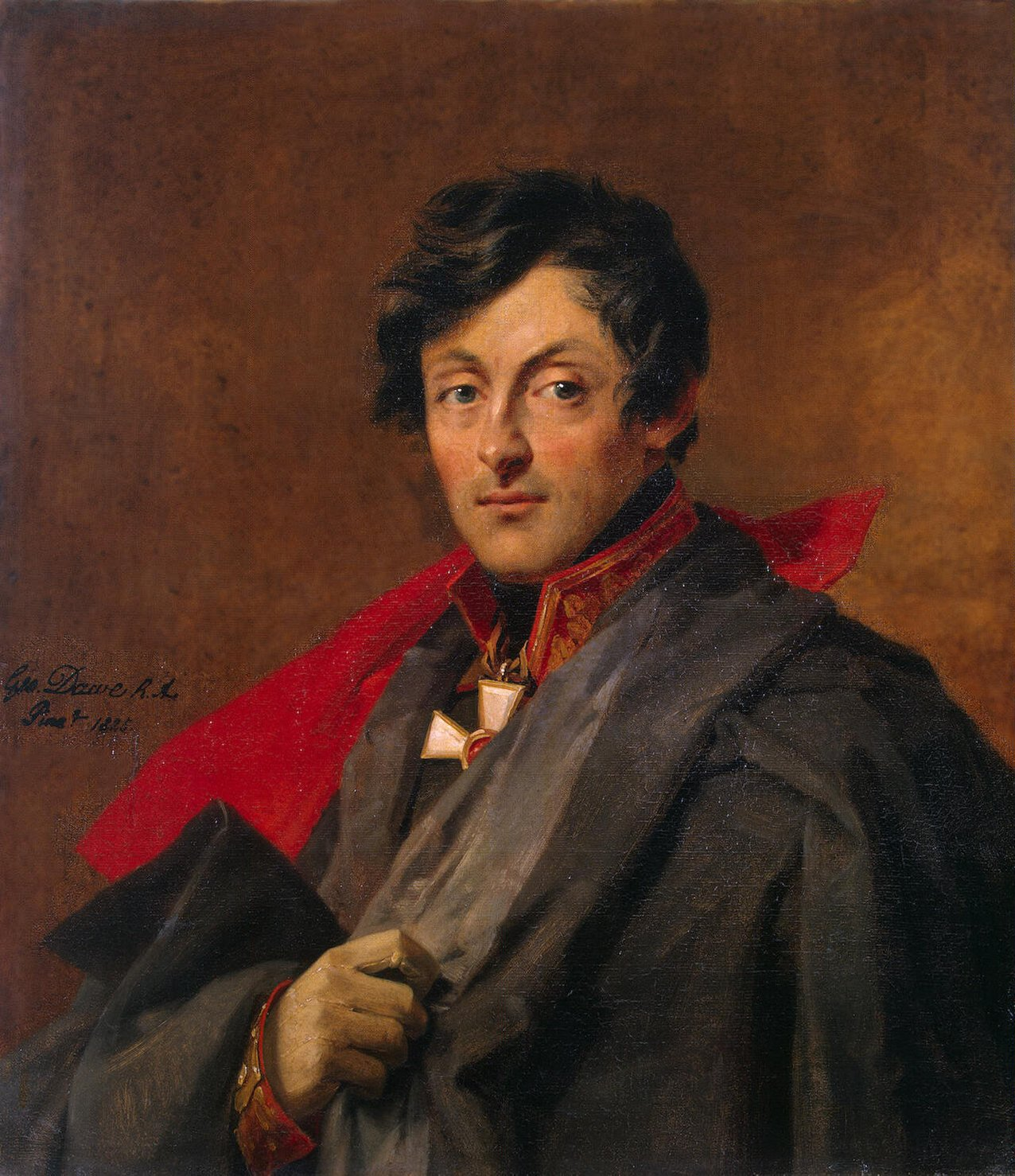
A. Ostermann-Tolstoi

Mientras tanto, con la ayuda de seis cañones en la orilla oeste del Wkra, los 400 hombres de Petit despejaron los reductos rusos frente a Pomiechowo. Primero fueron atacados por la caballería rusa, a la que expulsaron. Davout envió algunas tropas de Gudin en su ayuda y Petit se aferró a los reductos, a pesar de ser atacado por la infantería rusa. A las 4:00 AM, Ostermann-Tolstoi emitió órdenes de retirada mientras mantenía sus ataques sobre Petit. Con la ayuda de tres batallones rusos que llegaron tarde y cuatro escuadrones, los rusos se retiraron en buen orden hacia el este.
Las tropas de Friant recibieron la orden de avanzar a las 4 de la madrugada. Llegaron al campo poco después y se hicieron cargo de la persecución de los exhaustos hombres de Morand. Junto con la caballería ligera de Davout, al mando del general de brigada Jacob François Marulaz, y un regimiento de dragones, los soldados de Friant acosaron la retirada rusa. Los franceses capturaron tres cañones enemigos en Nasielsk y expulsaron a sus adversarios a unos bosques cercanos. Los rusos contraatacaron con fuerza, impidiendo que las tropas de Davout avanzaran más allá de Nasielsk ese día.
Ostermann-Tolstoi admitió haber perdido 500 hombres, pero un trabajo de Alexander Mikhailovsky-Danilevsky afirmaba que 853 rusos fueron muertos y heridos, incluyendo tres generales heridos. Davout declaró haber perdido 807 bajas. El historiador David G. Chandler estimó las bajas en 1.400 en ambos bandos. Digby Smith afirmó que las bajas francesas fueron de 16 oficiales y 830 hombres, mientras que los rusos sufrieron 41 bajas de oficiales y 1.360 hombres y capturaron cinco cañones. El total de Smith incluía 500 prisioneros.

## Acciones de Bieżuń, Kołoząb y Soldau

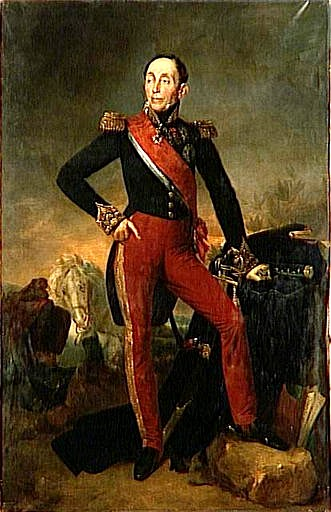
Emmanuel de Grouchy

El 19 de diciembre, la avanzadilla de Bessières, formada por los dragones de Grouchy, se apoderó de Bieżuń. Ansioso por recuperar el control de la ciudad, L'Estocq envió dos regimientos de infantería, un regimiento de dragones, dos regimientos de húsares y una batería de artillería a caballo para recapturarla. Esta fuerza llegó a Bieżuń el día 23 para encontrarse con que Grouchy había sido fuertemente reforzado por el II Cuerpo de Caballería de Bessières, además de infantería y artillería. Al frente de su división, Grouchy atacó a los prusianos y los hizo retroceder hacia Soldau. La 2.ª División de Dragones incluía los regimientos de dragones 3º, 4º, 10.º, 11.º, 13.º y 22.º, además de tres piezas de artillería a caballo. El comandante Karl Anton Stephan de La Roche-Aymon dirigía las unidades prusianas que llevaban el peso de esta acción, que eran la mitad del regimiento Towarcys Uhlan, el batallón de granaderos Schleiffen y una batería de artillería a caballo. Atrapados contra un bosque pantanoso, 500 de la infantería prusiana y cinco cañones fueron capturados. Las pérdidas francesas se describieron como ligeras, mientras que no se informó del número de prusianos muertos y heridos.
Cuando la acción principal en Czarnowo se desvaneció al amanecer del 24 de diciembre, Augereau intentó forzar el paso del Wkra hacia el noroeste. Kołoząb está a unos 10 km al noreste de Plonsk, mientras que Sochocin está a 5 kilómetros (3,1 mi) al noroeste de Kołoząb. El comandante del VII Cuerpo contaba con dos divisiones de infantería y dos brigadas de caballería. Augereau ordenó a la 1.ª División de Infantería de Jacques Desjardin y a la caballería de Milhaud tomar el cruce de Kołoząb, mientras que envió a la 2ª División de Étienne Heudelet de Bierre y a la caballería del general de brigada Pierre Watier a tomar Sochocin.

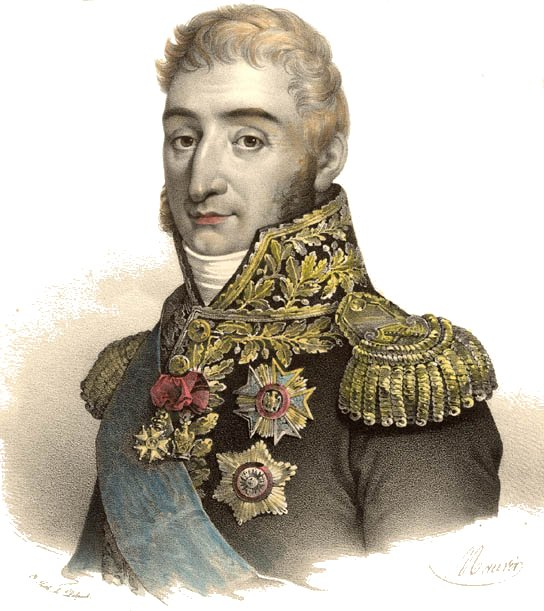
Pierre Augereau

El comandante ruso, Barclay de Tolly, desplegó tres batallones y tres escuadrones en Sochocin, tres batallones y dos escuadrones en Kołoząb, y tres batallones para mantener la zona boscosa entre los dos pueblos. Los puentes de ambos lugares fueron quemados y el cruce de Kołoząb estaba defendido por 12 piezas de artillería. El ataque de Heudelet fracasó cuando sus soldados fueron incapaces de reconstruir el puente bajo un intenso fuego. Frustrado por el fracaso de su primer intento, ordenó un segundo ataque que se saldó con nuevas pérdidas.
El asalto de Desjardin tuvo mejor suerte. Desplegó el 16.º Regimiento de Infantería Ligera a lo largo de la orilla oeste frente a Kołoząb. Bajo el fuego de cobertura del 16º Regimiento, los granaderos del 2.º Batallón del 14.º Regimiento de Infantería de Línea se abrieron paso a través del puente, destruido en parte, para hacerse con un punto de apoyo en la orilla este. Aunque fueron contraatacados por la infantería y los húsares rusos, los granaderos resistieron hasta ser reforzados. Los franceses hicieron retroceder a sus adversarios y capturaron seis cañones. Mientras tanto, el general de brigada Pierre Belon Lapisse llevó un destacamento 3 km río abajo (sur), sorprendió a la guardia del puente de Pruszkowo y cruzó con éxito. Tras este éxito, Augereau hizo marchar a la división de Heudelet hacia el cruce de Kołoząb. Milhaud persiguió agresivamente a los rusos y capturó el tren de equipajes de la 2.ª División. Augereau informó de pérdidas de 66 muertos y 452 heridos, repartidos casi a partes iguales entre sus dos divisiones. No se informa de las pérdidas rusa.

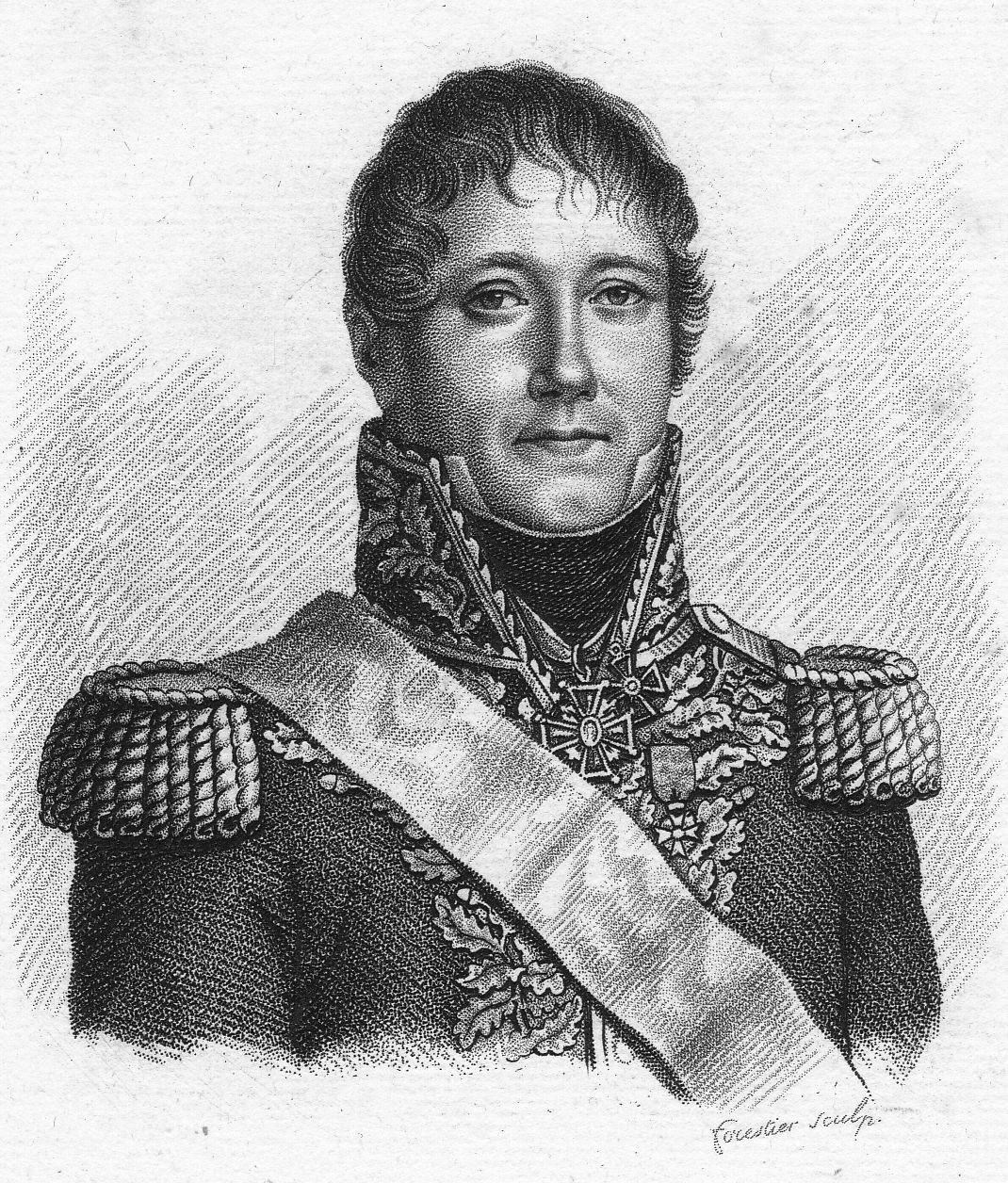
Jean Gabriel Marchand

También el 24, Ney se topó en Górzno con una retaguardia prusiana al mando del teniente de corbeta Friedrich Wilhelm Freiherr von Bülow y la hizo retroceder. Bülow se unió al destacamento de La Roche-Aymon y ambos continuaron retrocediendo. Ney envió a la división del General de División Jean Gabriel Marchand hacia Soldau y Mława mientras mantenía a la otra división en Górzno. El 25 de diciembre, Marchand con dos regimientos atacó al único batallón prusiano en Soldau y lo expulsó de la ciudad a las 14:00 horas. El resto de su división, que había tomado un camino indirecto a través de Mława, no tardó en llegar. L'Estocq atacó Soldau alrededor de las 17:00, pero no pudo entrar en la ciudad a pesar de la lucha cuerpo a cuerpo. Se retiró hacia el norte, a Neidenberg (Nidzica), rompiendo el contacto con el ejército ruso.
Marchand mandaba los regimientos de infantería de línea 27.º, 39.º, 69.º y 76.º, ocho batallones y 12 cañones en dos baterías de artillería de a pie. De un total de 6000 soldados, los franceses sufrieron 220 bajas, entre ellas la del general de brigada François Pierre Felix Vonderweidt. Las tropas de L'Estocq, que pertenecían a la brigada del General-Mayor Christoph Friedrich Otto Diericke, contaban con 3000 hombres en cuatro batallones y ocho cañones de 12 libras. Las unidades implicadas eran el Regimiento de Infantería n.º 2 de Rüchel y el Regimiento de Infantería nº 11 de Schöning. No se informó de las bajas prusianas, aunque Ney afirmó haber infligido 800 bajas a sus enemigos y capturado dos cañones y un color. Smith afirma que Vonderweidt murió. Esta fuente afirma que Vonderweidt murió en 1810.
Los franceses avanzaron hacia el este y se enfrentaron a los rusos en dos acciones importantes el 26 de diciembre. En la batalla de Pułtusk, Bennigsen con 40 600 soldados se enfrentó a 26 000 franceses al mando del mariscal Lannes. Golitsyn y 9000 rusos se enfrentaron a los 16 000 franceses de Augereau en la batalla de Gołymin.